# Estadi Lokomotiv
L'estadi Lokomotiv (en rus: Cтадион Локомотив) és un estadi de futbol de Moscou, Rússia. És la seu del FC Lokomotiv Moscou i la Federació de Rússia l'ha fet servir per als partits de la selecció de Rússia en els matxs de classificació per a la Copa Mundial de Futbol de 2010. Alberga també partits de rugbi del RC Lokomotiv Moscou. Està situat prop de l'estació de metro Tscherkisowskaja.
L'estadi va ser inaugurat el 2002 per a albergar 30.000 espectadors, tots ells asseguts, a més de zona VIP i altres comoditats. Aquesta reconstrucció de l'estadi va costar a l'Estat rus 30 milions de dòlars, i el va convertir en un dels estadis més moderns de Rússia, sent catalogat com categoria 4 estrelles per la UEFA. La grandària del camp és de 104x68 m. La reinauguració es va produir el 5 de juliol de 2002, en una trobada entre el FC Lokomotiv i el FC Elista (2-0). Després de la seva renovació, altres clubs de Rússia l'han utilitzat com seu per a competicions com la Lliga de Campions de la UEFA.

## Galeria d'imatges

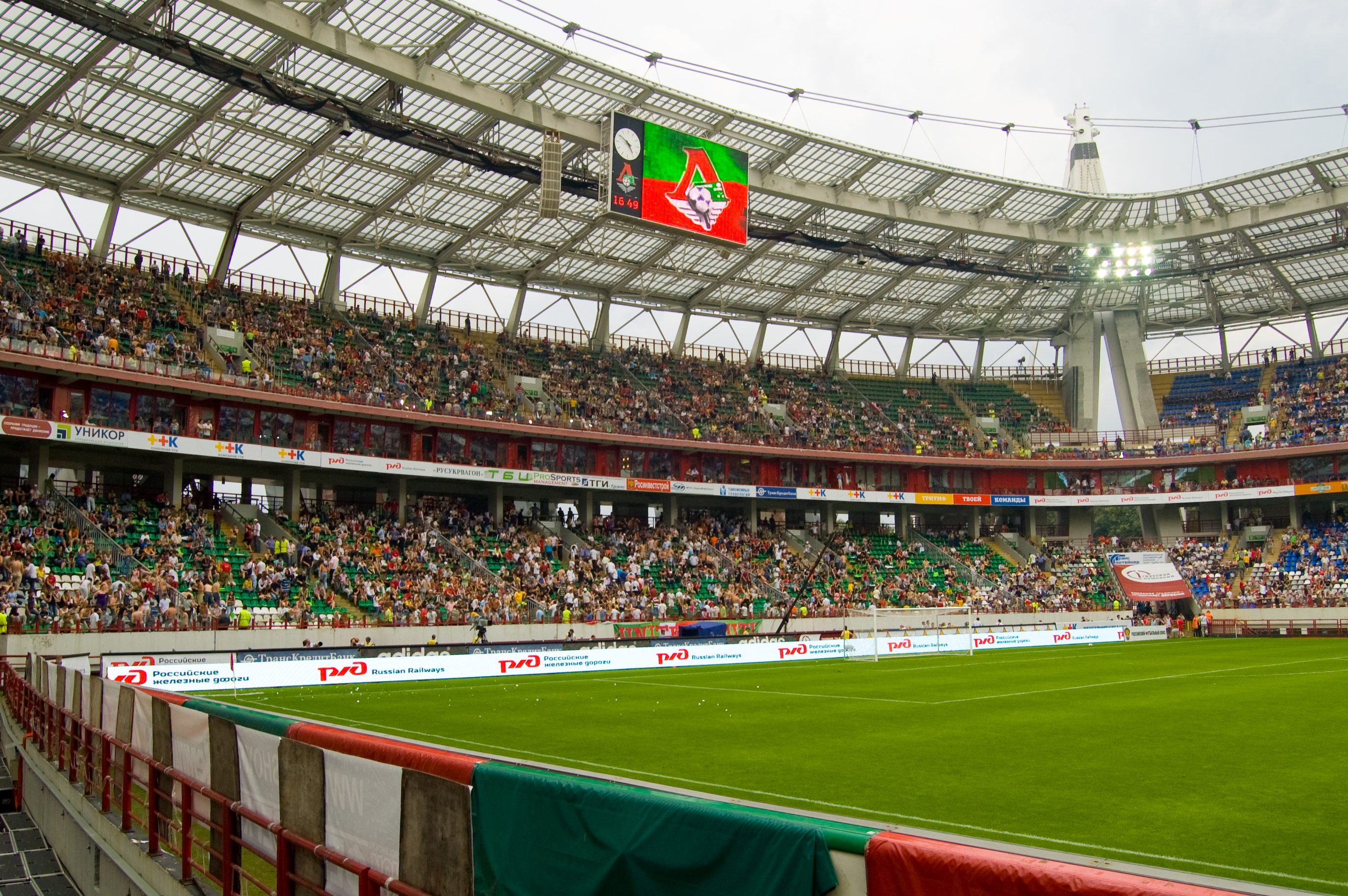
Vista parcial de la graderia.